# Бойчук Богдан Сергійович
Богда́н Сергі́йович Бойчу́к (нар. 30 травня 1996, Херсон, Україна) — український футболіст, вінгер футбольного клубу «Буковина» — капітан команди.

## Життєпис
Вихованець академії донецького «Олімпіка», перші тренери — Авдєєв і Старухін. У 2010 році продовжив навчання у футбольній академії харківського «Металіста». Після випуску був зарахований у молодіжний склад харків'ян. У сезоні 2012/13 ставав найкращим бомбардиром молодіжки «Металіста» і п'ятим бомбардиром молодіжної першості.
У Прем'єр-лізі дебютував 1 березня 2015 в гостьовому матчі проти київського «Динамо». У цій грі крім Бойчука в основному складі харків'ян вперше зіграли кілька його партнерів з молодіжної команди. Такий «груповий дебют» гравців молодіжки став можливий завдяки бойкоту лідерами «Металіста» старту весняної частини чемпіонату України через невиконання клубом контрактних зобов'язань перед ними.
У наступному календарному матчі 4 березня в рамках 1/4 фіналу Кубка України проти донецького «Шахтаря» Бойчук вийшов у стартовому складі. Після перерви був замінений на Дмитра Рижука. У наступному матчі, теж проти «Шахтаря, але вже в Прем'єр-лізі, Бойчук знову з'явився на полі.
У квітні 2016 року став гравцем молдовського клубу «Заря», з яким за підсумками  сезону 2015/16 став володарем національного кубка.
У липні 2016 року поїхав до Росії, де став гравцем клубу другого дивізіону «Нафтохімік» (Нижньокамськ).
У квітні 2017 року Бойчук був дискваліфікований контрольно-дисциплінарним комітетом ФФУ на один рік і ще рік умовно (з випробувальним терміном 2 роки) за участь в договірних матчах за часів виступу за дубель харківського «Металіста».
В 2018 році виступав за клуб Суперліги Молдови: «Динамо-Авто».
У 2019 році став гравцем львівського «Руху», з яким за підсумками 2019/20 сезону здобув путівку до еліти українського футболу — ставши срібним призером першої української ліги. В результаті чого за цю команду у Прем'єр-лізі України провів два з половиною сезони, записавши до свого активу 49 матчів (1 гол).
На початку 2023 року перейшов до складу відродженого «Металіста», який теж виступав у вищому дивізіоні. Однак після вильоту команди до першої ліги, Богдан залишив харківську команду.
У липні 2023 року став гравцем одеського «Чорноморця». В офіційних матчах у складі «Чорноморця» дебютував 30 липня 2023 року у грі 1-го туру прем'єр-ліги чемпіонату України сезону 2023/24 між командами ЛНЗ (Черкаси) – «Чорноморець» (Одеса), де забив свій перший гол як гравець «моряків».
В липні 2024 року підписав контракт із першоліговим футбольним клубом «Буковина».

## Титули та досягнення
- Володар Кубка Молдови: 2015/16
- Срібний призер Першої ліги України: 2019/20